# Жист Фонтен
Жист Луј Фонтен (фр. Just Louis Fontaine; Маракеш, 18. август 1933 — Тулуз, 1. март 2023) био је француски фудбалер и фудбалски тренер.

## Биографија
Рођен је у Мароку 1933. године, који је тада био под француском влашћу. Отац му је Француз из Марока, а мајка Шпањолка, али је наступао за Фудбалску репрезентацију Француске.
На Светском фудбалском првенству 1958. године у Шведској је постигао 13 голова, што је рекорд за број голова на једном Светском фудбалском првенству. Добио је награду „Златна копачка” на том турниру. Постигао је барем један гол у сваком мечу. То је успео једино још Алсидес Гиђа. Француска је била трећа на овом првенству. Жист Фонтен је четврти на листи најбољих стрелаца Светских првенстава, иза Мирослава Клозеа, који је постигао 16 голова на четири првенства, Роналда, који је постигао 15 голова на четири шампионата света и Герда Милера, који је постигао 14 погодака на два првенства света.
Фонтен је почео фудбалску каријеру у мароканском клубу УСМ Казабланка. Касније је играо за француске фудбалске клубове Ницу и Ремс. У 9 сезона, постигао је 165 голова на 200 утакмица. Два пута је освојио титулу са Ремсом, 1958. године. и 1960. године. Ове две године био је најбољи стрелац француске лиге.
За фудбалску репрезентацију Француске је постигао 30 голова у 21 наступа. У првом мечу за репрезентацију, против Луксембурга 1953. године, он је постигао хет-трик.
Као фудбалски тренер, он је тренирао фудбалску репрезентацију Француске, али само на две пријатељске утакмице, обе су завршиле поразом. Са фудбалском репрезентацијом Марока је био трећи на Афричком купу нација 1980. године. Био је и тренер Лишона, ПСЖ-а и Тулузе.
Француски фудбалски савез изабрао га је 2003. године за најбољег француског фудбалера у последњих 50 година. Налази се на листи топ 100 фудбалера по избору ФИФЕ и Пелеовој листи најбољих 100 живих фудбалера из 2004. године.